# Iphiaulax lucidus
Iphiaulax lucidus är en stekelart som beskrevs av Szepligeti 1913. Iphiaulax lucidus ingår i släktet Iphiaulax och familjen bracksteklar. Inga underarter finns listade i Catalogue of Life.